# ريوجي فوجيياما
ريوجي فوجيياما (باليابانية: 藤山 竜仁) (9 يونيو 1973 في كاغوشيما في اليابان – )؛ هو لاعب كرة قدم ياباني سابق كان يلعب كمدافع.

## وصلات خارجية
- ريوجي فوجيياما على موقع رابطة كرة القدم اليابانية للمحترفين (اليابانية)
- ريوجي فوجيياما على موقع قاعدة بيانات كرة القدم.إي يو (الإنجليزية)
- ريوجي فوجيياما على موقع Soccerway.com (الإنجليزية)
- ريوجي فوجيياما على موقع عالم كرة القدم.نت (الإنجليزية)